# Spirochaetaceae
Os Spirochaetaceae são uma família de bactérias Spirochaetes. Algumas espécies dentro desta família são conhecidas por causar sífilis, doença de Lyme, febre recorrente, e outras doenças.